# Bandera de les Nacions Unides
La bandera de les Nacions Unides té el fons de color blau clar i l'emblema de les Nacions Unides de color blanc al centre.

## Disseny

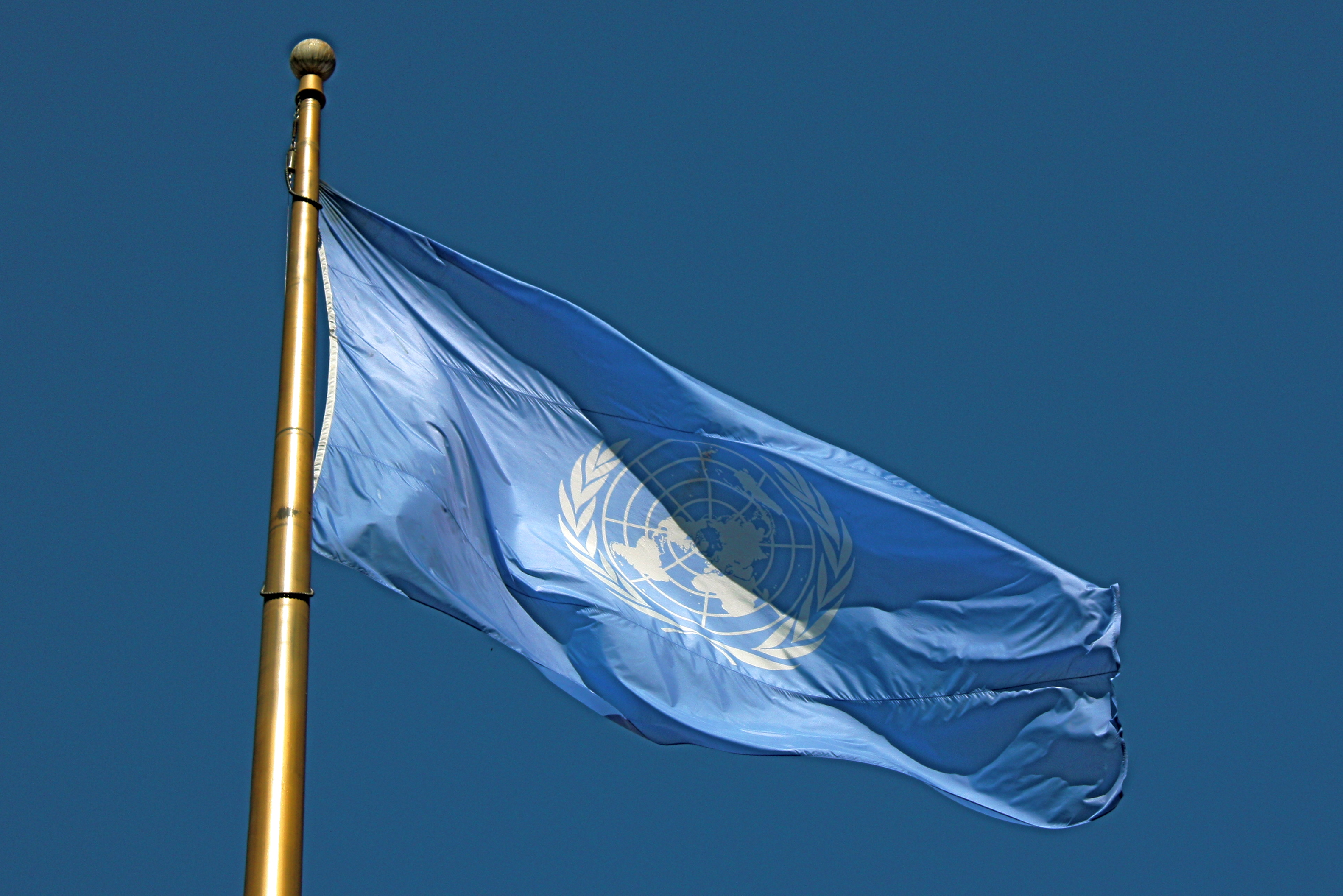
La bandera que oneja a la Plaça de les Nacions Unides al Centre Cívic, San Francisco, Califòrnia

L'emblema està format per una projecció azimutal equidistant del mapamundi centrada en el pol Nord (per la qual cosa no es veu l'Antàrtida), amb dues branques d'olivera envoltant-lo. Aquestes branques d'olivera són un símbol de pau, mentre que el mapa del món representa a la zona d'interès fixada per la resolució de l'Assemblea General de 1946, data de la seva creació i la de l'emblema pertinent. Els colors blanc i blau clar són els colors oficials de l'ONU.
Aquesta bandera va ser adoptada oficialment el 20 d'octubre de 1947, encara que una altra similar amb un dibuix diferent de la Terra va ser usada el 1945.
La branca d'olivera és un símbol de pau per a la pau i el mapa mundial representa totes les persones i els països del món.
El blanc i el blau són els colors oficials de les Nacions Unides.

## Història

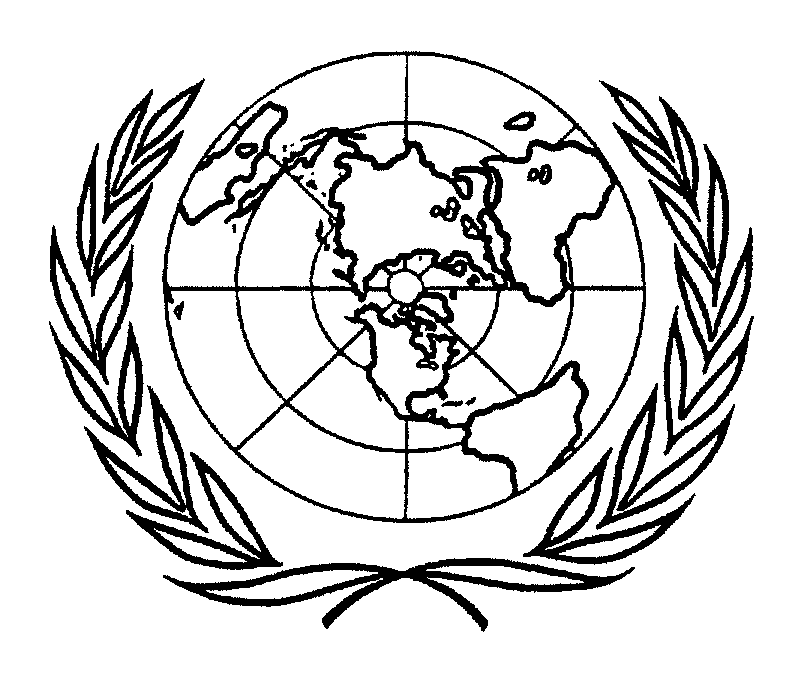
Insígnia que es mostra a la portada de la Carta de les Nacions Unides, el 26 de juny de 1945, abans de l'adopció oficial d'una bandera de les Nacions Unides. En particular, la part més baixa i vertical del globus està centrada en els 100° Oest, la qual cosa destaca Amèrica del Nord. Les versions posteriors de les insígnies de les Nacions Unides canvien per alinear-se i, eventualment, amb el meridià principal (0° longitud).

La "Bandera d'honor de les Nacions Unides, utilitzada com a símbol dels aliats de guerra, ca. 1943–1948

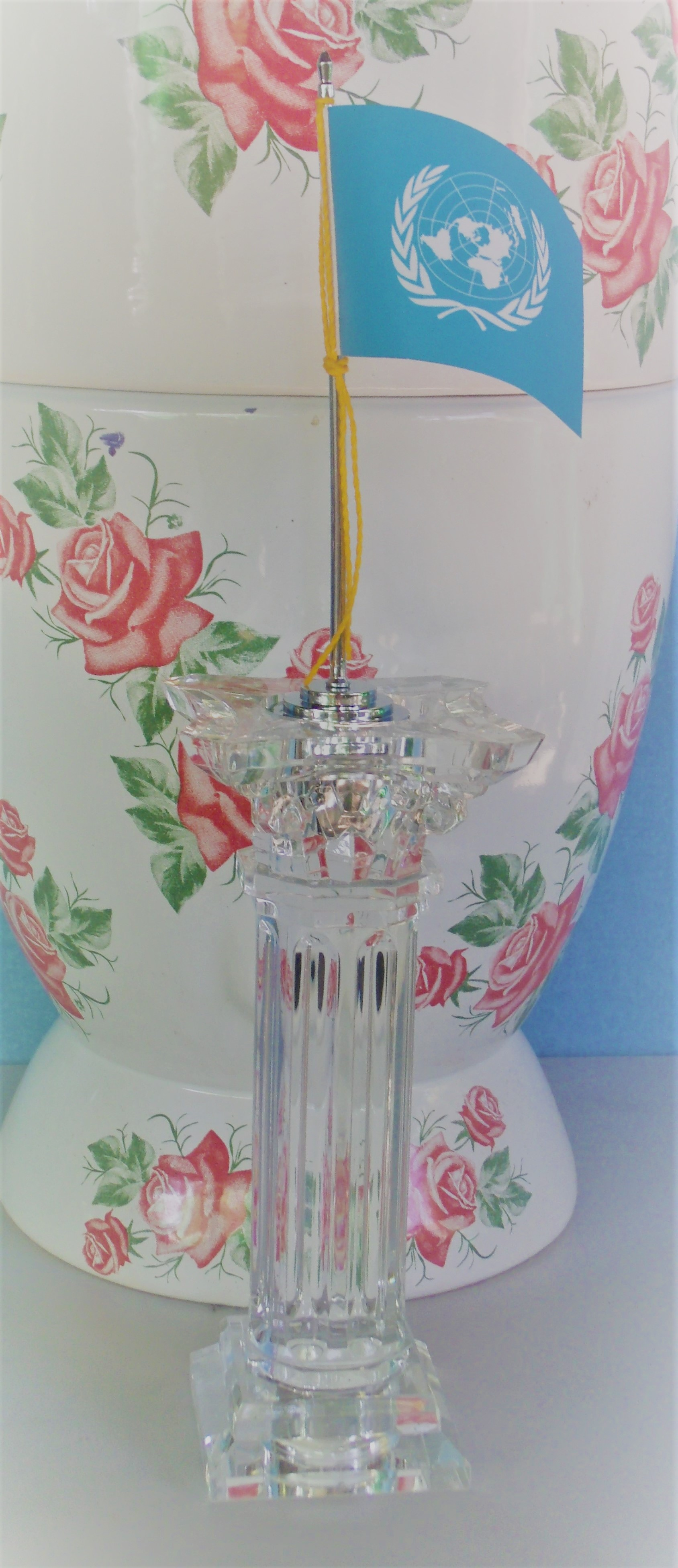
La bandera en miniatura

Els organitzadors de la Conferència de les Nacions Unides sobre Organització Internacional de 1945 a San Francisco, Califòrnia van voler una insígnia que es pogués convertir en un passador per identificar els delegats. El Secretari d'Estat dels Estats Units Edward Stettinius, Jr. va ser president de la delegació dels Estats Units, i es va adonar que un disseny temporal podria convertir-se en el símbol permanent de les Nacions Unides. Va formar un comitè dirigit per Oliver Lundquist que va desenvolupar un disseny format per un mapa del món envoltat de fulles d'un disseny creat per Donal McLaughlin.
McLaughlin havia treballat anteriorment com a cap de gràfics de la Oficina de Serveis Estratègics que va precedir la CIA. La projecció equidistant azimutal usada en el seu disseny va estar fortament influenciada pels mapes creats durant la Segona Guerra Mundial per Richard Edes Harrison, un popular cartògraf que treballava a Fortune i  Life.
El blau que apareix al fons de les insígnies va ser escollit com "el contrari del vermell, el color de la guerra", tot i que les Nacions Unides mai no han especificat la raó exacta. El color original que el grup va escollir el 1945 era un blau gris que es diferencia de la bandera actual de les Nacions Unides. El globus utilitzat en el disseny original era una projecció azimutal centrada en el pol nord amb els Estats Units, la nació amfitriona de la conferència, al centre. La projecció que es va fer servir va tallar porcions de l'Hemisferi Sud a la latitud de Argentina, que era admissible en aquell moment, ja que no estava previst que l'Argentina fos membre original de les Nacions Unides. La projecció es va modificar més tard, de manera que cap país no tingués protagonisme. El nou logotip ha estat dissenyat de manera que al globus el Meridià zero i la Línia internacional de canvi de data es vegin al centre.
El 1946, un comitè de l'ONU va tenir la tasca de fer un disseny definit, que es va presentar el 2 de desembre de 1946 i va ser adoptat per la sessió plenària de l'ONU el 7 de desembre de 1946. La versió anterior tenia el globus de 90 graus cap a l'est en comparació amb l'actual bandera, que té el Meridià zero i la Línia internacional de canvi de data formant el diàmetre vertical. Segons declaracions de premsa, el canvi es va fer per allunyar-se del centre de l'anterior emblema (Amèrica del Nord).

## Ús

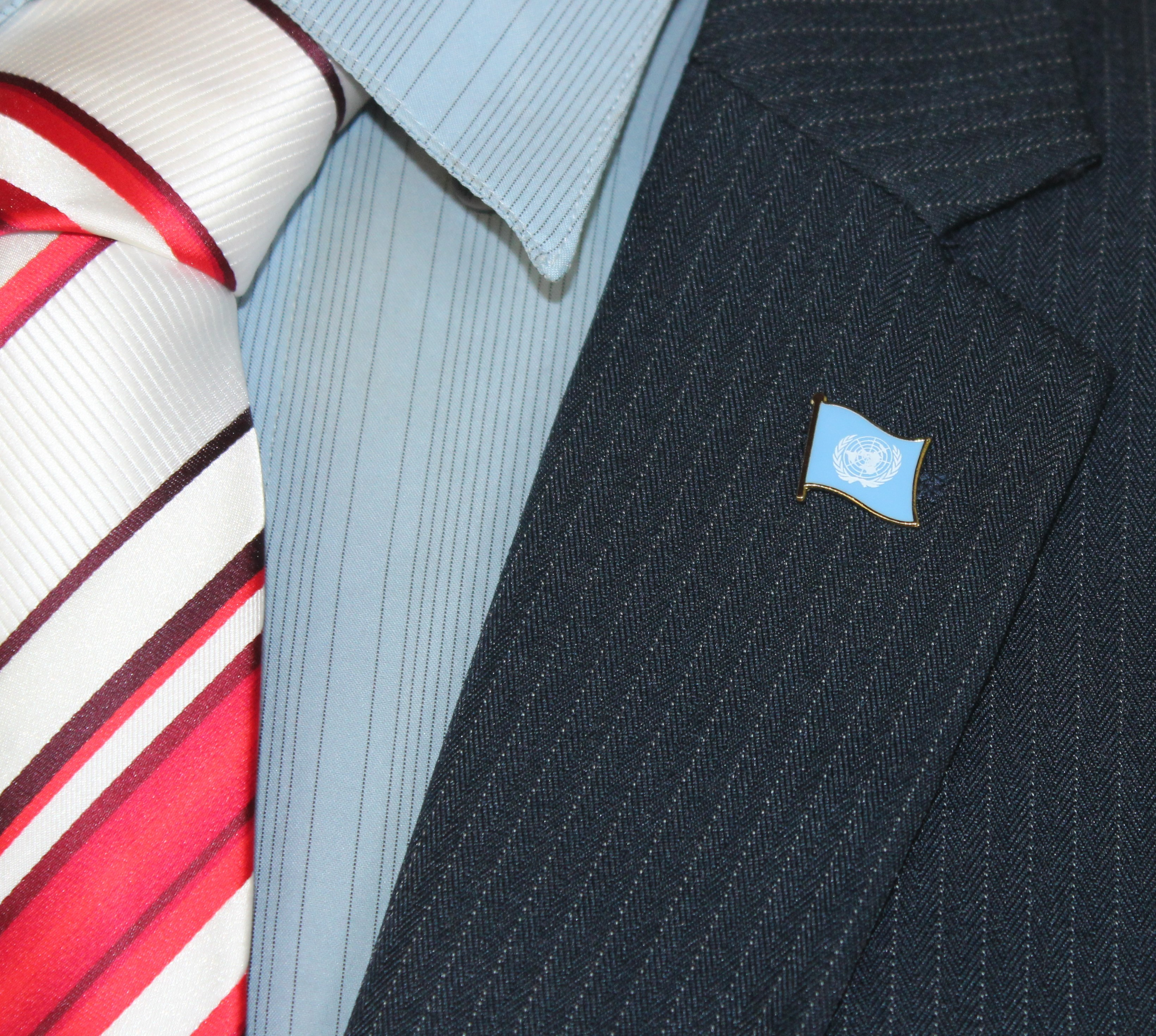
model de solapa

D'acord amb la Convenció sobre la seguretat de les Nacions Unides i el personal associat, l'emblema i la bandera de les Nacions Unides poden ser utilitzats pel personal i el material de les missions manteniment de la pau de l'ONU com a signe protector per prevenir atacs durant un conflicte armat.
La bandera de les Nacions Unides també es pot onejar com una bandera de guarnició amb altres banderes del país. La mida de la guarnició és de 30 peus per 30 peus.

## Banderes derivades

### Agències i organitzacions
- La bandera del Programa alimentari mundial té les fulles d'olivera de la bandera de l'ONU, amb una mà agafant grans al centre, al lloc del planeta. Els colors blanc / blau de la bandera de les Nacions Unides es reverteixen en la bandera del PMA.

| Imatge | Abreviatura d'entitat | Nom de l'entitat                                                    | Descripció de la imatge |
| ------ | --------------------- | ------------------------------------------------------------------- | --- |
|        | AIEA                  | Agència Internacional de l'Energia Atòmica                          | L'AIEA té una bandera amb els mateixos colors i branques d'olivera que les Nacions Unides. El símbol central és el model Bohr de l'àtom Berili - àtom amb quatre electrons. L'AIEA és independent pel que fa referència a les Nacions Unides. |
|        | OACI                  | Organització de l'Aviació Civil Internacional                       | La de l'ONU amb una ales del pilots superposades. |
|        | OIT                   | Organització Internacional del Treball                              | És de les Nacions Unides, però substituint el mapa per una roda dentada interrompuda per les lletres "OIT" que hi ha dins. |
|        | IMO                   | Organització Marítima Internacional                                 | Agafa la bandera de les Nacions Unides, redueix la imatge del mapa i posa al darrere una creu d'ancoratges amb cadena. |
|        | UIT                   | Unió Internacional de Telecomunicacions                             | Té el logotip de la UIT: un globus, un raig i les lletres "UIT". |
|        | UNESCO                | Organització educativa, científica i cultural de les Nacions Unides | Té els mateixos colors que les Nacions Unides; el seu símbol és una temple grec (possiblement el Partenó), que representa la ciència, l'aprenentatge i la cultura. Les sis columnes estan fetes amb les lletres del nom de l'organització.    |
|        | UNICEF                | Fons de Nacions Unides per a la Infància                            | Té les fulles i el globus global de la bandera de les Nacions Unides, però amb una mare i un fill incrustats en lloc del mapa mundial. |
|        | UPU                   | Unió Postal Universal                                               | És blau de l'ONU amb el logotip de l'organització en blanc. |
|        | WHO                   | Organització Mundial de la Salut                                    | Idèntic a la bandera de l'ONU, amb l'afegit d'una vareta d'Asclepi, símbol tradicional de la medicina. |
|        | OMM                   | Organització Meteorològica Mundial                                  | La bandera és la de l'ONU amb una brúixola i les lletres “OMM / OMM” al capdamunt del planeta. |

### Banderes de país
- La bandera de Somàlia, amb una estrella de cinc puntes com a símbol central, utilitza el color blau de l'ONU en honor de l'ajuda d'aquesta per obtenir la independència de Somàlia.[11][12]
- L'administració de l'ONU UNTAC de Cambodja utilitzava colors de l'ONU.[13]

Somàlia
Cambodja (1992–1993)

### Banderes proposades
- Potser la proposta més popular de la bandera de l'Antàrtida (el disseny de Graham Bartram) utilitza els colors de l'ONU,[14] consistent en una representació blanca i plana del continent sobre un fons blau.
- Diverses propostes de la bandera de Bòsnia i Hercegovina van utilitzar els colors de les Nacions Unides.
- Una bandera proposada per a una Assemblea Parlamentària de les Nacions Unides utilitza els mateixos colors i les branques d'olivera i utilitza els elements cartogràfics del món per crear el que semblen bancs parlamentaris.
- La trama de la novel·la de la història futura de 1946, "When Smuts Goes", de Arthur Keppel-Jones, culmina amb una intervenció militar patrocinada per l'ONU a Sud-àfrica per acabar amb el govern de la minoria blanca. Al llibre, les forces de l'ONU es representen amb una bandera de quatre bandes "Bandera de quatre llibertats". El llibre es va publicar per primera vegada el 1947, quan l'ONU ja havia adoptat la seva bandera actual, però Keppel-Jones no va actualitzar aquest detall al seu manuscrit.

Antàrtida (proposat)
Bòsnia i Hercegovina (proposat)
Bòsnia i Hercegovina (proposat)
Bòsnia i Hercegovina (proposada)
Assemblea Parlamentària de les Nacions Unides (proposat).

### Ús fora de les Nacions Unides
- La bandera de les Nacions Unides amb l'anterior Secretari general de les Nacions Unides Dag Hammarskjöld es mostra als bitllets Suecs de 1.000 SEK, la denominació més alta de la moneda. Els bitllets estan en circulació des d'octubre de 2015.[15]